# Bob Arnz
Bob Arnz (* 4. September 1962 in Köln) ist ein deutscher Musikproduzent, Komponist und Musikmanager. Er ist Sohn des Fernsehregisseurs Alexander Arnz.

## Leben
Während des Studiums der Sozialpädagogik besaß er eine Verleihfirma für Musikinstrumente und war als Schlagzeuger in verschiedenen Bands tätig.
Von 1986 bis 1991 arbeitete er als A&R-Manager bei EMI Electrola, betreute unter anderem die Hardrock-Band Axxis und die international bekannte Band Scorpions. 1992 begann Arnz damit, Songs zu schreiben, gemeinsam mit Christoph Siemons gründete er den Musikverlag „Twoformusic“.
2008 gründete er die "Twoformedia GmbH", eine Musikverlag- und Produktionsfirma.

## Karriere
Nachdem Bob Arnz in den 1990er Jahren für zahlreiche Künstler Songs komponiert und produziert hatte (unter anderem Verliebte Jungs, Deeva und Michael Adams), entwickelte er mit seinem Partner Christoph Siemons das Konzept, die Containerbewohner der Fernsehshow Big Brother musikalisch zu vermarkten. Sie produzierten und schrieben in den Jahren 2000 bis 2002 alle erfolgreichen Musikproduktionen dieser Show, darunter mehrere Nummer-eins-Hits. Unter anderem produzierten und schrieben Arnz und Siemons die millionenfach verkauften Singles Ich vermiss dich wie die Hölle von Zlatko Trpkovski (war im Jahr 2000 vorübergehend bekannt als 'Zlatko'), sowie Großer Bruder von 'Zlatko und Jürgen' (Jürgen Milski). Unter anderem gelang es Arnz und Siemons, innerhalb einer Woche drei Titel gleichzeitig in den Top Ten der deutschen Singlecharts zu platzieren (1. Großer Bruder, 3. Ich will nur dich, 7. Ich vermiss dich wie die Hölle).
Nach dem großen Erfolg mit Big Brother (über sechs Millionen verkaufte Tonträger) produzierte er 2003 mit Siemons für das ZDF ein "Mainzelmännchen"-Album und zog sich danach für ein Jahr aus der Musikbranche zurück.
2004 entwickelte Bob Arnz das Konzept für den Popact LaFee. Das von Bob Arnz auf eigenes Risiko produzierte Album LaFee stieß bei den Plattenfirmen zunächst auf Ablehnung, wurde aber letztendlich 2006 bei EMI Electrola veröffentlicht. Das Album landete auf Platz eins der deutschen Albumcharts. Das zweite Album LaFee’s Jetzt erst recht wurde 2007 veröffentlicht. Es erreichte ebenfalls Platz eins der deutschen Albumcharts, die dazu gehörige Single Heul doch Platz drei. 2008 erschien ein englischsprachiges LaFee-Album mit dem Titel Shut Up, welches sich neben Deutschland auch in Frankreich in den Album-Charts platzieren konnte. Anfang 2009 erschien das dritte LaFee-Album Ring frei, das auf Platz acht der Album-Charts einstieg. Danach beendeten Arnz und LaFee ihre Zusammenarbeit. Insgesamt wurden bis dahin mit LaFee über eine Million Tonträger verkauft, 8-mal wurde LaFee mit diesen drei Alben für den Echo nominiert, drei davon gewann sie.
2010 produzierte er das Debüt des Sängers Carlos Sancha für EMI 7 Music und ein Jahr später ein Album der Gruppe Tief. 2014 entwickelte Bob Arnz zusammen mit dem Autor Michael Kernbach (Guildo Horn, Die Gerd Show) den Bobblog einen wöchentlichen Videoblog über Popmusik.

## Produktionen
- Deeva
- Zlatko
- Jürgen Milski
- LaFee
- Carlos Sancha